# Ráfael Győző Viktor
Ráfael Győző Viktor (Komárom, 1900. szeptember 28. – Budapest, 1981. április 20.) magyar festőművész, grafikus.

## Életpályája
1919-ben az orvosi egyetem hallgatója volt. 1920-ben már a budapesti Iparművészeti Iskola keramikus szakán tanult. 1921–1926 között a Magyar Képzőművészeti Főiskola hallgatója volt, ahol Vaszary János oktatta. 1922-ben ösztöndíjjal Münchenben, 1926-ban Rómában is tanult. 1927-től a Képzőművészek Új Társasága tagja volt. 1928-ban Párizsba utazott. 1928-ban az Új Művészek Egyesülete tagja volt. 1928-ban bécsi, varsói, krakkói magyar tárlatokon, majd a Velencei Biennálén szerepelt képeivel. 1929–1940 között Egyiptom, Szudán, Etiópia, Libanon, Szíria, Irak városaiban dolgozott. 1932–1934 között részt vett a mezopotámiai Ur város romjainak föltárásában. 1940-től a Szocialista Képzőművészek Csoportjának tagja volt. 1945-ben alapító tagja volt a Rippl-Rónai Társaságnak. Az 1950-es években az Aquincumi Múzeum főrestaurátora volt.

### Munkássága
Egyiptomban leletmentő restaurátorként dolgozott. Sir Charles Leonard Woolley angol régész munkatársa volt. Nabukonodozor ókori uralkodó nyári palotáját rekonstruálta, és a falképekről másolatokat készített a Louvre számára. Munkái közé tartozik a damaszkuszi parlament bejáratának és mennyezetének díszítése, a királyi palota átalakítása Bagdadban, a bejrúti országház falképeinek festése, paloták, szállodák kialakítása, festmények, szobrok hosszú sora jelzi közel-keleti alkotói munkásságának sikerét. Erdélyben és a Balatonnál festett tájképein és alakos kompozícióin adott számot a természetben és az itthoni művészeti életben szerzett tapasztalatairól. A mellőzöttség éveiben is egymás után alkotta a kubizmus és a konstruktivizmus jegyeit továbbfejlesztő, egyénivé nemesítő képeit. 
Sírja az Óbudai temetőben látogatható (30-VI-12).

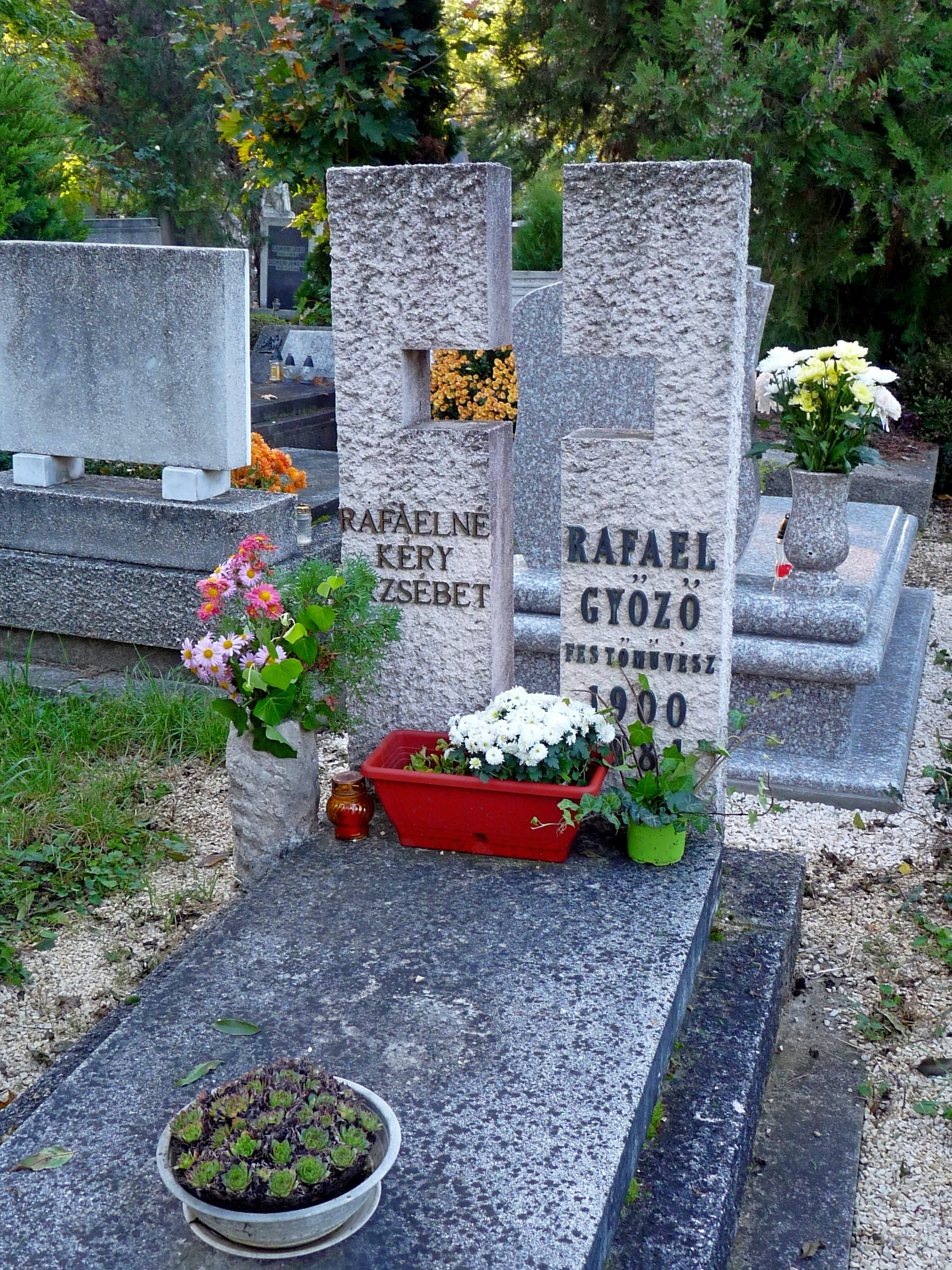
Ráfael Győző Viktor és felesége sírja az Óbudai temetőben (30-VI-12).

## Művei
- Gondolkodó (1926)
- Női akt (1928)
- Önarckép (1932)
- Narancsszüret Bejrútban (1934)
- Csíkzsögödi vásár (1942)
- Ábrahámhegyi táj (1942)
- Hűvösvölgyi táj (1942)
- Méra (1942)
- Nyújtózkodó akt (1944)
- Bohóc szamáron (1952)
- Zenebohóc (1954)
- Fekvő akt (1959)
- Tánc (1960)
- Lendület (1969)
- Városi fények (1969)
- Fejkendős kislány (1972)
- Absztrakt kompozíció
- Aktok
- Ballada
- Sirató asszonyok
- Ülő fiú

## Kiállításai

### Egyéni
- 1929 Bécs
- 1930 Budapest (Gadányi Jenővel)
- 1937, 1965 Bejrút
- 1944 Zürich
- 1947, 1949, 1964, 1984-1985, 1990, 1999 Budapest
- 1963 Prága
- 1964 Esztergom
- 1965 Varsó
- 1983 Pápa
- 1990 Győr

### Válogatott, csoportos
- 1928 Velence, Budapest
- 1943, 1946, 1996 Budapest
- 1964 Prága, Pozsony
- 1975 Párizs

## Díjai
- Nemes Marcell-díj (1921)
- Velencei Biennálé, Velence, aranyérem (1928)